# Выборы в Всесоюзный съезд Советов (1922)
Несвободные выборы на I-й всесоюзный съезд Советов прошли в декабре 1922 года, на котором было избрано или делегировано 2215 депутатов.

## Предшествующие события
Съезд советов был созван по итогу окончания основных боевых действий Гражданской войны в России, когда подавляющее число белых сил было разгромлено. По итогу, появилась необходимость в объединении автономных большевистских сил в рамках единого государства и правительства, для чего было принято решение о созыве Всесоюзного съезда Советов, где представители от всех красных сил смогли бы подписать договор об образовании СССР.

## Ход выборов
Де-факто, выборы представляли собой делегацию членов от автономных правительств красных сил, которые представляли интересы своего правительства и автономии на съезде. Так, делегаты выдвигрались, избирались или делегировались по следующим пропорциям: 1727 от РСФСР, 364 от УССР, 91 от ЗСФСР, 33 от БССР.
Назначение делегатов на съезд Советов происходил в рамках непрямых выборов, где коммунистическая партия полностью контролировала все этапы делегирования и избрания, за крайне редким исключением, делая непрямые выборы ещё и несвободными. При этом же, целые категории граждан были лишены права голоса. Так, избиратели делились на уездных и городских. Уездные избиратели выбрали представителей в рамках советов уездных городов и фабрично-заводских посёлков, советов фабрик и заводов вне поселений, сельсоветов (1 депутат на 100 избирателей). Эти советы уже избирали своих представителей в волостные съезды советов (1 депутат на 100 избирателей), а те — в уездные съезды советов (от крестьян 1 депутат на 1000 избирателей, а от рабочих и жителей уездных городов — 1 депутат от 200 избирателей). Все вместе, они, вместе городскими советами и советами фабричных посёлков, назначали депутатов в губернские съезды советов (от крестьян 1 депутат на 10000 избирателей, от жителей городов и рабочих посёлков — 1 депутат на 2000 избирателей), а дальше — назначались депутаты съезда советских республик (Всероссийский, Всеукраинский, Всебелорусский и Закавказский, по формуле 1 депутата на 25000 рабочих избирателей и 1 депутата на 125000 крестьянских избирателей). Съезды республик и направляли своих представителей на Всесоюзный съезд советов.

## Галерея

Подписание договора об образовании СССР на I-м всесоюзном съезде советов

## Итог выборов
| I-ый всесоюзный съезд советов         |                                                      |        |        |       |       |       |
| Партия                                | Партия                                               | Голоса | Голоса | Места | Места | Места |
| Партия                                | Партия                                               | No.    | %      | До    | После | +/–   |
|                                       | Российская коммунистическая партия (большевиков)     | —      | 94,03  | —     | 2083  | ▬     |
|                                       | Беспартийные                                         | —      | 5,73   | —     | 127   | ▬     |
|                                       | Поалей Цион                                          | —      | 0,24   | —     | 2     | ▬     |
|                                       | Революционная партия социалистов-федералистов Грузии | —      | 0,24   | —     | 2     | ▬     |
|                                       | Анархисты                                            | —      | 0,24   | —     | 1     | ▬     |
|                                       |                                                      |        |        |       |       |       |
| Действительных голосов                | Действительных голосов                               | —      | —      | —     | —     | —     |
| Недействительных голосов              | Недействительных голосов                             | —      | —      | —     | —     | —     |
| Всего                                 | Всего                                                | —      | 100.00 | —     | 2215  | ▬     |
| Зарегистрированных избирателей / Явка | Зарегистрированных избирателей / Явка                | —      | 22,3%  | —     | —     | ▬     |